# Часне вериге
Часне Вериге апостола Петра прослављају се 16. јануара по старом јулијанском календару (29. јануара по новом грегоријанском календару).
Одмах после васкрсења Исуса Христа и вазнесења почиње прогањање хришћана које је трајало више од три стотине година. Царев намесник Ирод, управник Галилеје, погуби Јакова, брата Jовановог и, на подстицање Јевреја, заповеди да ухвате Петра и баце га у тамницу. Петар је у тамници спавао окован између два војника, и ноћ пред извођење на суд, засветле се цела тамница и анђео куцну Петру по ребрима, пробуди га па му рече: „Устани, обуј се и опаши се, па хајде са мном“. Петар устаде, а окови му спадоше с ногу па пође с анђелом. Војници су спавали као мртви, па анђео проведе Петра поред страже, а кад су дошли до гвоздене градске капије, она се сама отвори и тако се Петар ослободи затвора, и вероватне смрти.

## Народна веровања
По народном веровању од Верижница („Часних Верига“) настаје блаже време, јер Бог усијаним веригама почиње да загрејава земљу. У многим местима, Вериге се сматрају за велики празник.
Косовско становништво празнује Верижњаке због куге, у неким селима због стоке, а сточари их празнују због стоке.
Ко носи одело које је шивено на Часне Вериге, верује се да ће погинути од грома.

## Његош и ланци светог Петра
Вериге Светог Петра се чувају у базилици Светог Петра у ланцима (San Pietro in Vincoli), у Риму. Љубомир Ненадовић је у књизи Писма из Италије описао догађај када је католички свештеник пред Његоша, у Риму, изнео вериге св. Петра и очекивао да их Његош пољуби. Овај је то одбио уз констатацију да Црногорци не љубе ланце.